# Rasbora vulgaris
Rasbora vulgaris är en fiskart som beskrevs av Duncker, 1904. Rasbora vulgaris ingår i släktet Rasbora och familjen karpfiskar. IUCN kategoriserar arten globalt som livskraftig. Inga underarter finns listade i Catalogue of Life.